# قراتلو (کبودرآهنگ)
قراتلو (کبودرآهنگ)، روستایی از توابع بخش گل‌تپه شهرستان کبودرآهنگ در استان همدان ایران است.
زبان مردم این روستا ترکی است.
قراتلو به همراه چورمق و قرانقودره درون دره ای نسبتا باریک و دراز قرار گرفته است. آب و هوای آن سرد و کوهستانی است.  این دره برفگیر بوده و کشاورزی در آن رونق دارد. قراتلو با روستاهای چورمق، قهورد علیا، قرانقودره، مخور و شیخ جراح مرز اراضی مشترک دارد.

## جمعیت
این روستا در دهستان مهربان سفلی قرار دارد و براساس سرشماری مرکز آمار ایران در سال ۱۳۹۵، جمعیت آن ۲۶۶ نفر (۹۱خانوار) بوده‌است.